# Diplotaxis macrotarsus
Diplotaxis macrotarsus är en skalbaggsart som beskrevs av Patricia Vaurie 1960. Diplotaxis macrotarsus ingår i släktet Diplotaxis och familjen Melolonthidae. Inga underarter finns listade i Catalogue of Life.